# Gavarres
Gavarres este un lanț muntos din regiunea Catalonia din Spania situat în zona Costa Brava. Cel mai înalt munte din lanț este Puig d'Arques(532 m), urmat de Mare de Déu dels Àngels (485 m) și Santa Pellaia (353 m).